# Dysphania fulvilauta
Dysphania fulvilauta är en fjärilsart som beskrevs av W. Warren 1902. Dysphania fulvilauta ingår i släktet Dysphania och familjen mätare. Inga underarter finns listade i Catalogue of Life.